# Zaouiat Saiss
Zaouiat Saiss (franska: Zaouiat Saiss (CR), Zaouiat Saiss (Commune Rurale), arabiska: سيدي اسماعيل) är en kommun i Marocko.   Den ligger i provinsen El Jadida och regionen Casablanca-Settat, i den norra delen av landet, 210 km sydväst om huvudstaden Rabat. Antalet invånare är 9 519.